# Darıpınarı, Çamlıyayla
Darıpınarı là một xã thuộc huyện Çamlıyayla, tỉnh Mersin, Thổ Nhĩ Kỳ. Dân số thời điểm năm 2011 là 786 người.